# Eurycyde antarctica
Eurycyde antarctica là một loài nhện biển trong họ Ascorhynchidae. Loài này thuộc chi Eurycyde. Eurycyde antarctica được miêu tả khoa học năm 1987 bởi Child.